# زیباسنجابیان
زیباسنجابیان (نام علمی: Callosciurinae) نام یک زیرخانواده از تیره سنجابان است.